# 미이라의 저주 (영화)
미이라의 저주(The Mummy's Curse)는 미국에서 제작된 레슬리 굿윈스 감독의 1944년 공포 영화이다. 론 채니 주니어 등이 주연으로 출연하였다.

## 출연

### 주연
- 론 채니 주니어
- 피터 코

### 조연
- 버지니아 크리스틴
- 케이 하딩
- 데니스 무어
- 마틴 코슬렉
- 커트 채치
- 아디슨 리처즈
- 홈즈 허버트
- 찰스 스티븐스
- 윌리엄 파넘
- 나폴레옹 심슨
- 에디 아브도
- 니나 바라
- 버드 버스터
- 앤 코디
- 제임스 크레인
- 히넌 엘리어트
- 엘 퍼거슨
- 허버트 헤이우드
- 보리스 칼로프
- 잭 로렌즈
- 헥터 세르노
- 톰 타일러

## 제작진
- 협력프로듀서: 올리버 드레이크
- 세트: 빅터 A. 간겔린
- 세트: 러셀 A. 고스맨